# Ича (приток Протвы)
Ича — река в России, протекает по Жуковскому району Калужской области. Устье реки находится в 43 км от устья реки Протвы по правому берегу. Длина реки составляет 12 км. На Иче находится археологический памятник раннего железного века Ичинское городище.

## Данные водного реестра
По данным государственного водного реестра России относится к Окскому бассейновому округу, водохозяйственный участок реки — Протва от истока и до устья, речной подбассейн реки — Бассейны притоков Оки до впадения Мокши. Речной бассейн реки — Ока.
Код объекта в государственном водном реестре — 09010100612110000022301.